# A csodadoktor (televíziós sorozat)
A csodadoktor (eredeti cím: Mucize Doktor) egy 2019 és 2021 között vetített főműsoridős török orvosi drámasorozat, főszereplője Taner Ölmez. Törökországban a sorozatot 2019 szeptembere és 2021 májusa között mutatták be, Magyarországon 2021. január 4-től szeptember 14-ig sugározta a Super TV2. 
A sorozat a Good Doctor (koreaiul: Gut Dakteo) című, dél-koreai díjnyertes sorozaton alapszik. Magyarországon Doktor Murphy  (eredeti cím: The Good Doctor) címmel mutatták be az amerikai sorozatot, amely a dél-koreai sorozat újraforgatása. 
A sorozat valódi alapját olyan autista savantok adták, mint a magyar Fajcsák Henrietta.

## Történet
Ali Vefa autizmussal él, ennek ellenére a nagy álma, hogy sebészorvos legyen, közel jár a megvalósulásához. 
Ali már hétéves korától kezdve orvosi könyveket olvas, amiket a „bácsikájától” kapott kölcsön. Nem csak a szöveget tudja megjegyezni, hanem az egyes szervek működését és az egymáshoz való kapcsolatukat is megismeri. Szinte semmit nem felejt el. 
Azért akar orvos lenni, mert a bátyja meghalt egy balesetben gyerekkorukban. Az orvosi egyetemet kiemelkedően végezte el. A fiatal férfi útra kel, hogy tudását Isztambulban egy csúcstechnikás magánkórházban bizonyíthassa. 
Megérkezve az isztambuli repülőtéren szemtanúja egy balesetnek, ahol egy kisgyerek életveszélyesen megsérül, és azonnali beavatkozásra van szükség. Ali kitalál egy módszert, és a helyszínen összebarkácsolt szerkezettel helyreállítja a fiú légzését, hogy alkalmas legyen a kórházba szállításra. Ez előtt a biztonságiakkal is meg kell küzdenie, hogy kést szerezzen a műtéthez. Ali az eszméletlen fiúval megy a mentőautóval, és további kezelést alkalmaz, mert útközben problémák lépnek fel a fiú belső sérülései következtében.
Eközben a kórházban az igazgatóság türelmetlenül várja, hogy megérkezzen, és dönthessenek sorsáról, hogy egyáltalán alkalmazni fogják-e. Kockázatot látnak benne, hogy Ali autista, mivel hibázhat és ezzel tönkretenné a kórház szakmai hírnevét. Ali nem akarja magára hagyni az első betegét. Mivel azonban civil ruhában van, a kórház biztonsági emberei kivezetik az épületből „a furcsán viselkedő civilt”, és nem engedik visszamenni. Így a megbeszélt találkozóra nem érkezik meg időben.

## Szereplők

### Főszereplők
| Szereplő | Színész         | Epizódok | Magyar hang      |
| --- | --------------- | -------- | ---------------- |
| Ali Vefa, rezidens, Nazlı barátnője, majd férje                                                                                          | Taner Ölmez     | 1–64     | Hajdu Tibor      |
| Ferman Eryiğit, sebészorvos, Beliz barátja                                                                                               | Onur Tuna       | 1–64     | Horváth Illés    |
| Nazlı Gülengül, rezidens, Ali barátnője, majd felesége                                                                                   | Sinem Ünsal     | 1–64     | Pataki Szilvia   |
| Ferda Erinç, Adil lánya, vendégorvos, aki visszautazott az Egyesült Államokba                                                            | Seda Bakan Erel | 30–42    | Sallai Nóra      |
| Beliz Boysal, a kórház igazgatónője, Ferman barátnője                                                                                    | Hazal Türesan   | 1–64     | Földes Eszter    |
| Kıvılcım Boysal, Beliz mostohaanyja, egyúttal asszisztense, egy kórházi tűzrobbanásban megsérült, és a műtét során meghalt               | Özge Özder      | 1–29     | Pikali Gerda     |
| Tanju Korman, sebészorvos | Murat Aygen     | 1–64     | Fekete Ernő      |
| Demir Aldırmaz, rezidens, Acelya barátja, felmondott                                                                                     | Fırat Altunmeşe | 1–55     | Czető Roland     |
| Doruk Özütürk, rezidens | Hakan Kurtaş    | 29–64    | Fehér Tibor      |
| Açelya Dingin, ápolónő, Nazlı legjobb barátnője, Demir barátnője                                                                         | Hayal Köseoğlu  | 1–64     | Laudon Andrea    |
| Damla Kıyak, rezidens, egy másik kórháztól kapott ajánlatot, és oda került át                                                            | Merve Dizdar    | 25–28    | Vágó Bernadett   |
| Selvi Ustagil, főnővér, Adil barátnője                                                                                                   | Bihter Dinçel   | 1–64     | Tarr Judit       |
| Güneş, ápoló, Gülin barátja, felmondott, hogy megvalósítsa álmát, a színészetet. Később Ankarába költözött, hogy tévésorozatot forgasson | Korhan Herduran | 1–45     | Jakab Márk       |
| Gülin Şenalp, adminisztrátor / titkárnő, Güneş barátnője                                                                                 | Merve Bulut     | 1–64     | Kelemen Kata     |
| Ezo Kozoğlu, Ali szomszédasszonya, elhagyta a várost, miután megtudta az előtte rejtegetett igazságokat                                  | Ezgi Asaroğlu   | 40–54    | Gáspár Kata      |
| Vuslat Kozoğlu, Ezo édesanyja, a kórház későbbi többségi tulajdonosa                                                                     | Zerrin Tekindor | 46–64    | Détár Enikő      |
| Adil Erinç, főorvos, agysebész, Ali „bácsikája”, Selvi barátja, Ali védelmében lelőtték, és a műtét során meghalt                        | Reha Özcan      | 1–50     | Vida Péter       |
| Muhsin Korunmaz, idegsebész | Serkan Keskin   | 57–64    | Galbenisz Tomasz |

### Mellékszereplők
| Szereplő                     | Színész                | Epizódok      | Magyar hang |
| ---------------------------- | ---------------------- | ------------- | ----------- |
| Ali Vefa gyerekként          | Adin Külçe             | 1–64          |             |
| Ahmet Vefa                   | Berk Tuna Toktamışoğlu | 1–64          |             |
| Gülcan Vefa, hazaköltözött.  | Hülya Aydın            | 1–28          |             |
| Hikmet Vefa, rákban meghalt. | Cenan Çamyurdu         | 1–28          |             |
| Ela Altındağ                 | Yasemin Özilhan        | 1–28          |             |
| Yasemin Özilhan              | Beren Gökyıldız        | 1–28          |             |
| Kübra Aydinli                | Ipek Çiçek             | 1–28          |             |
| Süleyman Aldırmaz            | Kemal Başar            | 1–28          |             |
| Efkan                        | Hasan Küçükçetin       | 1–28          |             |
| Fatoş Eryiğit                | Dilek Köse             | 13–14, 19, 56 |             |
| Raci                         | Serhat Barış           | 29–64         |             |
| Haluk Hoca                   | Cengiz Tangör          | 29–64         |             |
| İsmet Gülengül               | Edip Saner             | 34–37, 64     |             |
| Suna Korman                  | Ada Mina Küçük         | 63–64         |             |
| Harika Turşucuzade           | Ecem Simge Yurdatapan  | 63–64         |             |

## Évados áttekintés
| Évad | Évad | Török epizódok száma | Magyar epizódok száma | Eredeti sugárzás     | Eredeti sugárzás  | Eredeti sugárzás | Magyar sugárzás  | Magyar sugárzás      | Magyar sugárzás |
| Évad | Évad | Török epizódok száma | Magyar epizódok száma | Évadpremier          | Évadfinálé        | Eredeti adó      | Évadpremier      | Évadfinálé           | Magyar adó      |
| ---- | ---- | -------------------- | --------------------- | -------------------- | ----------------- | ---------------- | ---------------- | -------------------- | --------------- |
|      | 1.   | 28                   | 85                    | 2019. szeptember 12. | 2020. március 26. | Fox              | 2021. január 4.  | 2021. április 7.     | Super TV2       |
|      | 2.   | 36                   | 112                   | 2020. szeptember 17. | 2021. május 27.   | Fox              | 2021. április 8. | 2021. szeptember 14. | Super TV2       |